# Тиберій Семпроній Лонг
Тиберій Семпроній Лонг (лат. Tiberius Sempronius Longus; ? — 174 до н. е.) — політичний, державний та військовий діяч Римської республіки, консул 194 року до н. е.

## Життєпис
Походив з впливового плебейського роду Семпроніїв. Син Тиберія Семпронія Лонга, консула 218 року до н. е.
У 210 році до н. е. увійшов до колегії квіндецемвірів священнодійств, а згодом до колегії авгурів. У 200 році до н. е. його обрано народним трибуном. У 198 році до н. е. став плебейським едилом, а у 196 році до н. е. — претором. У 195 році до н. е. як пропретор керував провінцією Сардинія.
У 194 році до н. е. його обрано консулом спільно з Публієм Корнелієм Сципіоном Африканським. Спочатку був членом тріумвірату, що займався заснуванням колоній у Кампанії та Луканії — Путеоли, Буксентій, Ілок. Потім вирушив проти повсталого галльського племені бойїв. У 193 році до н. е. як легат консула Луція Корнелія Мерули продовжував битися проти галлів.
У 191 році до н. е. був легатом консула Манія Ацилія Глабріон у війні проти Антіоха III, царя Сирії. Проявив себе у битві при Фермопілах. У 184 році до н. е. висунув свою кандидатуру на посаду цензора, проте невдало. У 174 році до н. е. помер під час мору невідомої хвороби.